# Marcus Riekeberg

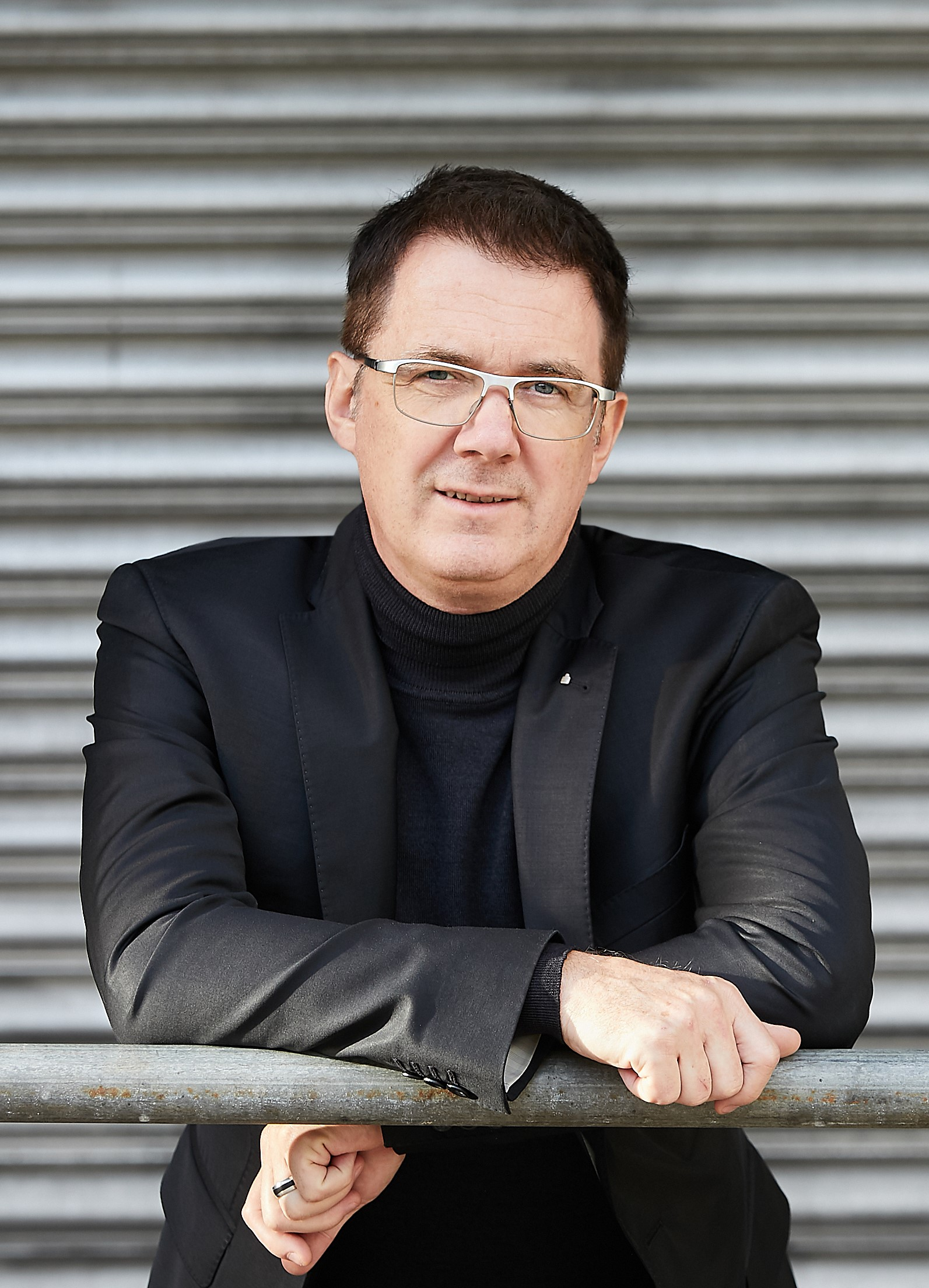
Marcus Riekeberg (2018)

Marcus Riekeberg (* 23. Januar 1964 in Pähl im Landkreis Weilheim-Schongau) ist ein deutscher Wirtschaftswissenschaftler, Autor und Professor.

## Leben
1985 begann er ein Studium der  Wirtschaftswissenschaften an der Ludwig-Maximilians-Universität (LMU) in München. 1990 schloss er sein Studium als Diplom-Kaufmann ab und begann anschließend eine Promotion, welche er 1995 mit summa cum laude abschloss. Parallel dazu lehrte er von 1991 bis 2002 an der LMU und war in dieser Zeit Wissenschaftlicher Assistent an der LMU. 1995 habilitierte er sich an der Fakultät für Wirtschaftswissenschaften an der LMU und erhielt die uneingeschränkte Lehrbefugnis (venia legendi) für das Fach Betriebswirtschaftslehre. Ab 2002 gründete er die Beratungsgesellschaft Sparkassen Network Consulting Bayern GmbH mit den Schwerpunkten Prozesse, Ressourcenoptimierung und Vertrieb. Diese Beratungsgesellschaft die ursprünglich für den Bayerischen Raum tätig sein sollte, expandierte wenig später in das gesamte Bundesgebiet sowie nach Österreich und Südtirol. Im Jahr 2013 fusionierte die von ihm im Auftrag des Sparkassenverbandes Bayern gegründete Gesellschaft mit einer anderen Beratungsgesellschaft innerhalb der Sparkassen-Finanzgruppe zur deutschlandweit tätigen Sparkassen Consulting GmbH. 2008 war er an der Gründung der Privatuniversität Schloss Seeburg als Gründungsdekan beteiligt und ist dort seit 2009 als Universitätsprofessor für Banking & Finance tätig.
Riekeberg ist zudem Mitglied im Deutschen Digitalen Beirat.

## Forschungstätigkeiten
Marcus Riekeberg setzt seinen Forschungsschwerpunkt auf die Bereiche Betriebswirtschaftslehre, Strategisches Management sowie Bankenmanagement – hier insbesondere die disruptiven Strukturveränderungen im Bankensektor. Er tritt neben seiner Lehrtätigkeit an der Privatuniversität Schloss Seeburg auch als Referent unter anderem für Innovationen und Strukturveränderungen in Banken auf. Im Rahmen seiner Forschungen veröffentlichte er unter anderem:

### Werke (Auswahl)
- Marcus Riekeberg, Migrationsbedingte Kundenabwanderung bei Sparkassen, Gabler Edition Wissenschaft, 1995, (ISBN 9783824462124)
- Marcus Riekeberg, Erfolgsfaktoren bei Sparkassen: Kausalanalytische Untersuchung mittels linearer Strukturgleichungsmodelle, Deutscher Universitätsverlag, 2003, (ISBN 9783824491025)

- Marcus Riekeberg & Karin Stenke, Banking 2000, Gabler, 2000, (ISBN 9783409115834)

- Marcus Riekeberg & Erich R. Utz, Strategische Gesamtbanksteuerung, Deutscher Sparkassen Verlag, 2009, (ISBN 9783093053030)

### Beiträge in Sammelwerken (Auswahl)
- Hermann Meyer zu Selhausen & Marcus Riekeberg, Kundenwanderungsanalyse. In: H. Sauer (Ed.), Servicekultur in der Sparkassen-Finanzgruppe, Deutscher Sparkassen Verlag, 1999.
- Marcus Riekeberg & P. Dirsch, Integratives Konzept von Verkaufsmanagement und -steuerung in mittleren Kreditinstituten. In: Detlef Effert & Wolfgang Ronzal (Eds.), Erfolgreiche Vertriebsstrategien in Banken, Gabler, 2005. (ISBN 9783409142526)
- Marcus Riekeberg & F. Welter, Wer folgt schon einer Bank? Mittelbare Nutzung der Chancen im Web 2.0 über Mitarbeiter. In: M. Sohl & D. Schwarze (Eds.), Die Bank im Social Web, Deutscher Sparkassenverlag, 2011.
- Marcus Riekeberg, Finanzdienstleistungen im ländlichen Raum. Kreditinstitute im Spagat zwischen Filiale und Digitalisierung. In: Ministerium der Finanzen Rheinland-Pfalz (Ed.) Zukunftsinitiative Ländlicher Raum, 2015.

## Auszeichnungen
- 1997 Allgemeiner Förderpreis der Bayerischen Landesbank (Auszeichnung für die Dissertation)[1]
- 1998 Preis der Lehre der Ludwig-Maximilians-Universität München[1]
- 2002 Hauptpreisträger des Wissenschaftspreises der Bayerischen Landesbank 2002 (Auszeichnung für die Habilitation)[1]